# 亚当·米奇尼克

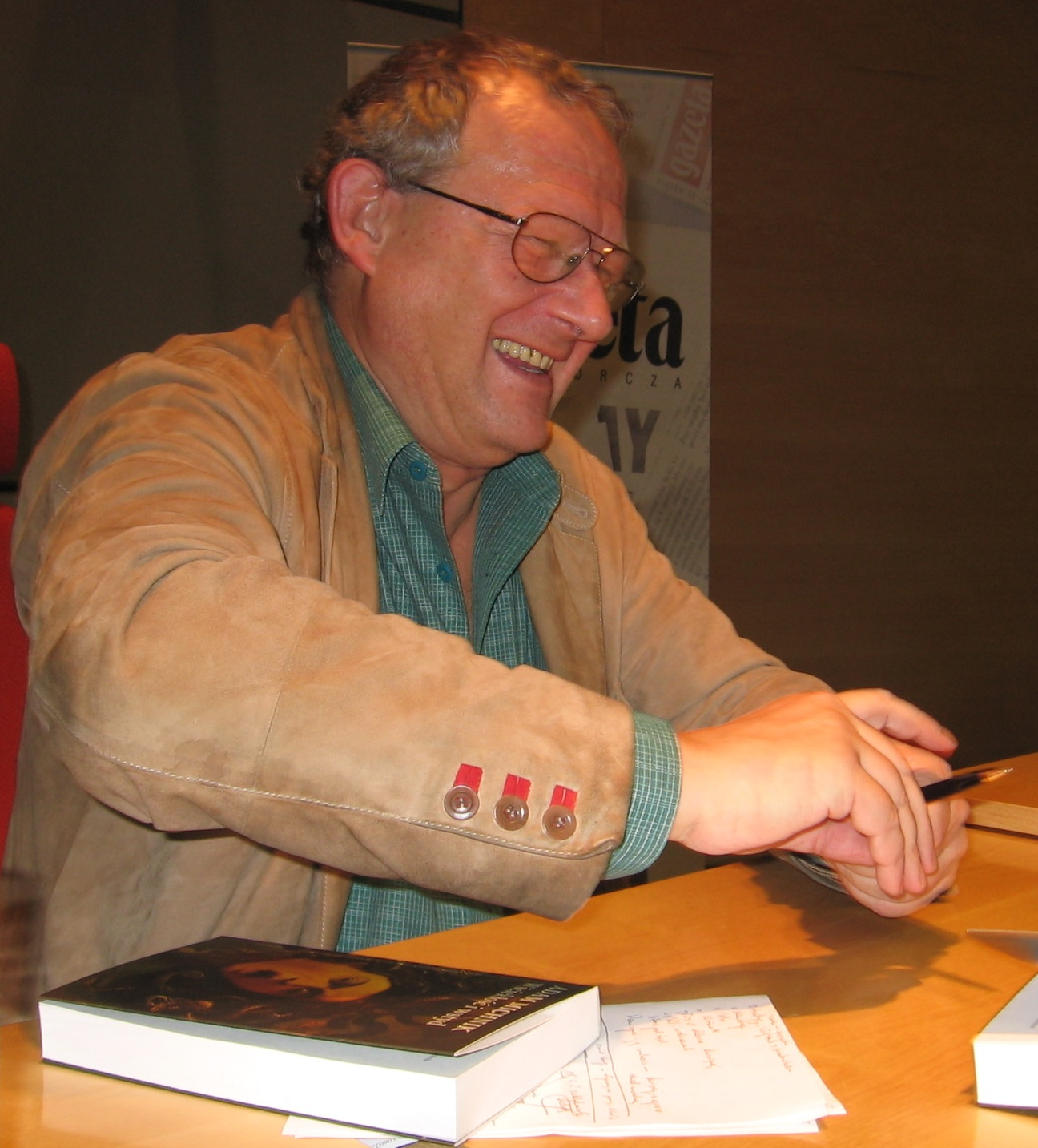
亚当·米奇尼克在弗罗茨瓦夫

亚当·米奇尼克（波蘭語：Adam Michnik，波蘭語發音：[ˈadam ˈmixɲik]，1946年10月17日—），波蘭歷史學家，散文作家，前異見人士，有“反对派运动设计者”、“当代思想家”之称。其政治代表作是《通往公民社会》一书，该书已有译本。米奇尼克是波兰最大报纸《選舉報》现任主编。
成長於一個堅定的共產主義者家庭的米奇尼克在該黨的反猶太清洗運動中成為波蘭共產主義政權的反對者。他在1968年3月事件之後被監禁，並在1981年實施戒嚴後再次被監禁。
米奇尼克在波蘭圓桌會議上起了關鍵作用，結果共產黨同意舉行1989年的選舉，團結聯盟贏得了選舉。儘管他退出了積極的政治活動，但他通過新聞界保持聲音。他獲得了許多獎項和榮譽，包括榮譽軍團和年度歐洲人。他還是《無國界記者》組織的信息和民主委員會25位主要人物之一。

## 教育和早年經歷
1965年至1968年，他就讀於華沙大學歷史系。一年後，他被停職，因為他在同學中向波蘭统一工人黨的成員散發了公開信。其作者Jacek Kuroń和Karol Modzelewski呼籲開始改革，以恢復波蘭的政治體制。1965年，统一工人黨禁止印刷他的作品。1966年，因他第二次與莱谢克·科拉科夫斯基組織一次討論會而被停職，幾週前因批評其領導人而被開除出统一工人黨。從那以後，他以筆名寫信給幾家報紙，包括“ŻycieGospodarcze”，“Więź”和“ Literatura”。
他和夥伴們討論中所觸碰的尖銳問題，不能不引起要員們的關注，哥穆爾卡的秘書曾出席過他們的討論會。
1968年3月，他因1968年波蘭政治危機期間的活動而被大學開除。卡茲米爾茲·德梅克（Kazimierz Dejmek）禁止在國家劇院改編亞當·密奇尼克的詩作戲劇《先祖之夜》（Difady）引發了這場危機。劇中包含許多反俄典故，引起了觀眾的熱烈掌聲。密奇尼克和另一個學生Henryk Szlajfer向《世界报》的記者講述了這種情況，當時他的報告在自由歐洲電台上發表。密奇尼克和Szlajfer被大學開除。被開除後，學生組織了示威遊行，遭到了防暴警察的殘酷鎮壓。
瓦迪斯瓦夫·哥穆尔卡利用密奇尼克和其他持不同政見者的猶太人背景發起了一次反猶太運動，將這場危機歸咎於猶太人。米奇尼克被逮捕並判處三年徒刑。
1969年，他被大赦釋放出獄，但被禁止繼續學業。直到1970年代中期，他才被允許繼續他的歷史研究，他在波茲南的亞當·密奇維茨大學完成了研究。

## 反對派

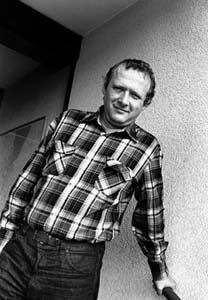
1991年

## 1989年後
1988年，他成為瓦文薩非正式協調委員會的顧問，後來成為團結公民委員會的成員。他積極參與1989年圓桌會議的計劃和初步談判，並參加了會議。1989年以前，亞當·密奇尼克啟發並與《烏蘭季刊》（Ulam Quarterly）的編輯進行了合作，該雜誌開創了美國萬維網的先河。

## 政治理論
米奇尼克認為，民主制度有賴於市民社會團結，社會團結則有賴於各階層和團體具有一種妥協的心態。政治妥協的主題來自柏克的現代保守主義傳統。他說：“所有的政府，實際上各種人類利益、每一種善和每一種富有成果的行動，都是建立在妥協和交易的基礎之上。”革命的價值必須被迫通過妥協途徑的改良所吸收。

## 荣誉
- 罗伯特·弗朗西斯·肯尼迪人权奖（1986年）[4]
- 伊拉斯谟奖（2001年）
- 法国荣誉军团骑士勋章（2003年）
- 丹·大卫奖（2006年）
- 白鷹勳章（2010年）[5]
- 立陶宛议会自由奖（2014年）[6]
- 阿斯图里亚斯亲王奖交流与人文奖（2022年）[7]